# Orgita
Orgita är en ort i Estland. Den ligger i Märjamaa kommun och landskapet Raplamaa, i den västra delen av landet, 60 km söder om huvudstaden Tallinn. Orgita ligger 43 meter över havet och antalet invånare är 540.
Terrängen runt Orgita är mycket platt. Runt Orgita är det mycket glesbefolkat, med 5 invånare per kvadratkilometer. Närmaste större samhälle är Märjamaa, 2,7 km söder om Orgita. I omgivningarna runt Orgita växer i huvudsak blandskog.